# Little Blitzen River
Der Little Blitzen River ist ein 20 km langer Nebenfluss des Donner und Blitzen River im US-Bundesstaat Oregon. Er entspringt an der Westflanke des Steens Mountain, etwa 30 km südöstlich von Frenchglen und rund 110 km südlich von Burns im Harney County. Der Little Blitzen River fließt durch eine Schlucht westwärts und mündet dann bei 42° 40′ 26″ N, 118° 47′ 37″ W in den South Fork Donner und Blitzen River, um den Hauptabschnitt des Donner und Blitzen Rivers zu bilden, der weitere 65 km zu seiner Mündung in den Malheur Lake fließt. Der Donner und Blitzen River erhielt seinen Namen von Soldaten deutscher Herkunft. Diese hatten den Fluss 1864 während eines Gewitters überquert und ihm den Namen Donner und Blitzen gegeben.
Im Rahmen des Omnibus Oregon Wild and Scenic Rivers Act of 1988 wies der Kongress der Vereinigten Staaten den Abschnitt des Little Blitzen Rivers von seinen Quellen bis zur Mündung mit dem South Fork Blitzen River als National Wild and Scenic River aus. Er gehört auch zu dem 2000 vom Kongress gegründeten Reservat für die Unterart Oncorhynchus mykiss gairdnerii der Regenbogenforelle.

## Geologie
Die Little Blitzen Gorge, die Schlucht, die der Fluss durchströmt, ist eine von vier großen U-förmigen Tälern, die an der Westflanke des Steens Mountain während der letzten Eiszeit vom Eis eingeschnitten wurden. Der etwa 50 km lange Berg ist der größte Verwerfungs-Tafelberg im nördlichen Großen Becken. Die östliche Seite ist fast senkrecht, die Westseite fällt etwas flacher ab. Diese in den Basalt eingeschnittenen Schluchten sind bis zu 800 m tief. Der Little Blitzen River entspringt etwa 2700 m über dem Meeresspiegel, fast am Gipfel des Berges; die Höhendifferenz zwischen Quellgebiet und Mündung beträgt ungefähr 1400 m.

## Naturschutz

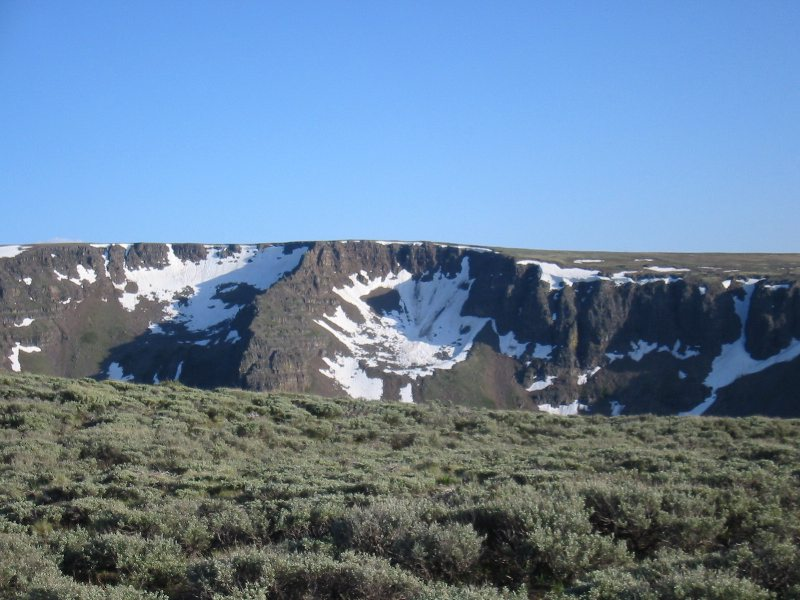
Little Blitzen Gorge vom Gipfelgebiet des Steens Mountain aus gesehen.

Der größte Teil des Einzugsgebietes des Little Blitzen Rivers liegt innerhalb der Steens Mountain Cooperative Management and Protection Area (CMPA), die im Jahr 2000 eingerichtet wurde, um die langfristige Integrität der Region zu sichern. Die CMPA umfasst eine Fläche von rund 170.000 Hektar, die vom Bureau of Land Management (BLM) und dem Steens Mountain Advisory Council verwaltet werden. Etwa 40.000 Hektar davon sind als von Nutzvieh freie Zone geschützt. Die Little Blitzen Research Natural Area ist ein rund 40.000 Hektar großes Naturschutzgebiet, in dem unter anderem Pflanzenarten wie Steinbrech, Felsenblümchen und Bartfaden. Das Flusssystem des Donner und Blitzen, einschließlich des Little Blitzen River, ist der Lebensraum für Oncorhynchus mykiss gairdnerii, und ist das erste Redband-Trout-Schutzgebiet. Es besteht aus dem öffentlichen Land am Donner und Blitzen River und seinen Nebenflüssem oberhalb des Fish Creeks in der Breite des Überschwemmungsgebietes.

## Erholung
Der Little Blitzen River ist ein National Wild and Scenic River; die Ausweisung gilt für den Hauptwasserlauf und seine Hauptzuflüsse zwischen dem Quellgebiet und der Südgrenze des Malheur National Wildlife Refuge bei Frenchglen. Zu den Erholungsmöglichkeiten in der Gegen gehören das Beobachten von Wildtieren, Campen, Fische und Wandern. Das Oregon Department of Fish and Wildlife schreibt den Anglern am Little Blitzen River vor, die gefangenen Fische wieder freizulassen.